# Satyrus digna
Satyrus digna är en fjärilsart som beskrevs av Marshall 1882. Satyrus digna ingår i släktet Satyrus och familjen praktfjärilar. Inga underarter finns listade.